# François de Bueil
Pour les autres membres de la famille, voir Famille de Bueil.
Pour les articles homonymes, voir Bueil.
François de Bueil est un chanoine en l'Église de Bourges, trésorier de la Sainte-Chapelle, abbé de Saint-Martin de Plaimpied, archevêque de Bourges, mort le 25 mars 1525.

## Biographie
Il est le fils de Jacques de Bueil, comte de Sancerre, et de Jeanne de Boisjourdan.

Il enseigna à Bourges les lettres saintes et le droit canon. Il fut trésorier de l'église métropolitaine. 
« Sa sagesse et sa science firent que son chapitre jeta les yeux sur lui après la mort de l'archevêque Antoine Bohier, en 1519. Son élection fut traversée par le roi François Ier, qui se plaignit que l'on avait pas observé les lois du concordat, et qui d'ailleurs, voulait qu'on nomma son confesseur à cet archevêché. Après bien des débats et des oppositions, de Bueil fit son entrée solennelles à Bourges, le 1er juin 1522.

François de Bueil résida au Château de Vailly-sur-Sauldre.

Il mourut à Paris en 1525. »
— Histoire de Sancerre, Vincent Poupard, Bourges, 1838
 et fut inhumé en sa cathédrale de Bourges.